# Cardinal syn
Cardinal Syn es un juego de lucha desarrollado por Kronos Digital Entertainment, los creadores de Criticom y Dark Rift, publicado por Sony a través de la compañía 989 Studios en 1998.

## El juego
Cardinal Syn es un juego de lucha en 3D con características de itinerancia libre que permite que el jugador se mueva alrededor de un escenario de este mundo durante las batallas, similar a Ehrgeiz. Los combatientes están diseñados en un mundo de fantasía oscura similar a Dungeons & Dragons, con un gran número de ellos no humano, cada uno armado con armas cuerpo a cuerpo apropiado para el estilo. El título le da acceso a los combos, malabares de los personajes, peligrosos escenarios, movimientos finales, proyectiles y potenciadores del campo de batalla.

## Trama
La guerra había envuelto a los clanes de los Bloodlands (tierras sangrientas) por numerosas generaciones, cada uno con un gran odio hacia el otro clan. Pero un día, un ser misterioso pone fin a la carnicería, convocando a todos los clanes juntos y leyendo de su libro del conocimiento, habló de la grandeza que podían lograr si trabajaban juntos y en paz. Durante muchos años, los clanes dejaron a un lado sus armas y disfrutaron de la paz bajo la guía del poderoso y sabio mago "Wanderer" quien les había mostrado algunas cosas de su libro de sabiduría. Luego, cuando la tierra fértil parecía estar pereciendo y muriendo, el extraño mago dividió el libro con la información en pergaminos y le dio uno a cada clan antes de desaparecer ante sus ojos. Tardó muy poco tiempo antes de que los clanes comenzaran a hacerse la guerra, por el control de todos los rollos y tener en su totalidad el poder y los secretos del libro y resurge la guerra más feroz de todos los clanes de los Bloodlands.
Y entonces, en medio de una batalla particularmente brutal, una mujer mágica y misteriosa llamada Syn apareció blandiendo el icono de Wanderer el cual había utilizado como un símbolo de la unidad de los clanes. Ella forzó a los líderes de los clanes para entregar sus manuscritos a ella donde los convirtió en tres poderosas espadas mágicas con inscripciones que llevan a cabo la voluntad de los secretos del libro inscritos en estas. Luego declaró un torneo para determinar quien se quedaría con el poder completo. Cada clan enviaba a su mejor guerrero para participar en las batallas a muerte. Finalmente el ganador del torneo sería recompensado con el dominio de todos los clanes y de todas las tierras del Bloodlands y además conseguiría obtener el poder completo y la voluntad de las espadas y todos los secretos del libro inscritos en ellas. Sin embargo, ese primer torneo no vio a ningún ganador que regresara, como Cardinal Syn la organizadora del torneo, secretamente habría asesinado al guerrero ganador. Pasaron algunos meses y como no se declaró a ningún ganador, un nuevo torneo está a punto de realizarse y los líderes de los clanes se prepararon y están enviando a sus mejores guerreros de nuevo, para ganar el torneo y derrotar a Cardinal Syn, quien se declaró dueña de los Bloodlands y así poder tener el poder y el control absoluto de las espadas y de todas las tierras de los Bloodlands y el dominio supremo de todos los clanes.

## Personajes
Personajes de inicio:
- Finkster, del Clan de los Ladrones, es un coleccionista, espera apoderarse del Libro para almacenarlo en su enorme colección de libros, junto con las demás cosas que colecciona.
- Hecklar, del clan del bufón, bufón de la corte antes del torneo, este payaso diabólico y demoniaco, buscara el poder de las espadas para convertirse en un ser diabólico y poderoso y poder conquistar reinos enteros.
- McKrieg, del clan de los enanos, quiere obtener el poder de las espadas para derrotar para siempre a los hombres lagarto, quienes habían estado atacando a los hogares de los enanos.
- Mongoro, del clan de los Ogros, quiere con el poder de las espadas probar el sabor de la carne de todos los clanes.
- Nephra, del clan de los setitas, pelea para satisfacer a un ídolo de piedra misterioso de su pueblo, las tres espadas son la última petición de este ídolo, lamentablemente cuando Nephra consigue las espadas, estas sirven para darle vida a este horrible ídolo que se transforma en una especie de pulpo y mata a Nephra, siendo esta el sacrificio para este ser maligno.
- Princesa Orión, de Clan de los Elfos, con el poder de las espadas busca proteger y restaurar el reino de los elfos, como su padre enfermo muere, ella se convierte en la nueva reina de los elfos.
- La plaga, del clan de los desdichados, espera levantar un ejército de muertos vivientes con los guerreros muertos en las guerras con todo el poder de las espadas de Syn.
- Vanguard, del clan de los Humanos, caballero que lucha por defender al reino de los humanos y a su rey, busca los secretos de las espadas para el reino humano.

Personajes secundarios y desbloqueables:
- Bimorphia, un ser grotesco mitad hombre mitad mujer construcción hecha por Syn, estará buscando venganza contra cardinal Syn que la creó, por eso cuando gana el torneo destruye a Syn para siempre.
- Moloch, del clan de los hombres lagarto, buscara apoderarse de todos los clanes en general y quiere un mundo gobernado por su especie reptiloide, lamentablemente los primeros en ser destruidos serán los enanos de las minas.
- Juni, del clan de las Hadas, con el poder de las espadas busca proteger y restaurar el reino de las hadas y proteger a su especie de cualquier ataque.
- Kahn, del clan de los Merodeadores, derrotando a Syn probará a su clan ser el guerrero más fuerte de todos los merodeadores, convirtiéndose en su rey y buscara también apoderarse de los demás clanes.
- Mongwan, del clan de los ascetas, este guerrero oriental, busca el poder de las espadas para convertirse en un ser muy poderoso a través de un ritual, lamentablemente cuando intenta el ritual, el poder de las espadas termina destruyéndolo.
- Redemptor, lleva un misterioso culto que ejecutan criminales, con el poder de las espadas busca ejecutar a las personas con estas espadas, pero cuan intentan ejecutar a un personaje, este se revela como Wanderer y destruye a todos los integrantes de este clan y recupera las espadas para sí.
- Estigia, un montón de huesos unidos y reanimados por arte de magia de Syn, busca con el poder de las espadas cobrar vida una vez más en carne y hueso, cuando lo consigue se convierte en un ser grotesco con cabeza de dragón y con cuerpo semi-humano.
- Vodú ', del clan de los hechiceros, busca exterminar al clan de los desdichados, quemándolos a todos y con el poder de las espadas evitar que escape alguno de sus miembros.
- Syn, la bruja hechicera maligna que engaño a todos los clanes para apoderarse de los secretos del libro y ponerlos en las espadas que ella creó, su objetivo final es el de crear un portal con el poder de las espadas hacia el reino de los dragones y traer a su ejército de dragones, donde ella es un comandante dragón, para finalmente apoderarse de todos los clanes de las tierras del Bloodland.
- Kron, el Jefe final y la verdadera forma de Cardinal Syn después de una transformación se convierte en un dragón, que es su verdadera forma y atacara con todo el peso de su poder.